# 4 avril
Pour les articles homonymes, voir Quatre-Avril.
4 mars 4 mai
Chronologies thématiques
- Croisades
- Ferroviaires
- Sports
- Disney
- Anarchisme
- Catholicisme

Abréviations / Voir aussi
- (° 1852) = né en 1852
- († 1885) = mort en 1885
- a.s. = calendrier julien
- n.s. = calendrier grégorien
- Calendrier
- Calendrier perpétuel
- Liste de calendriers
- Naissances du jour

Le 4 avril est le 94e jour, moins souvent le 95e, de l'année du calendrier grégorien ; il en reste ensuite 271.
Son équivalent était généralement le 15e jour du mois de germinal dans le calendrier républicain / révolutionnaire français, officiellement dénommé jour de l'abeille.

## Événements

### VIIIesiècle
- 774 : le roi franc Charlemagne confirme la donation de Pépin son père et immédiat prédécesseur sur leur trône.

### XIIIesiècle
- 1297 : le pape Boniface VIII cède le royaume de Sardaigne et de Corse au roi d'Aragon[2],[3].

### XVIesiècle
- 1581 : Francis Drake est anobli, après avoir accompli la deuxième circumnavigation humaine connue.

### XVIIIesiècle
- 1721 : Robert Walpole devient le premier véritable Premier ministre de Grande-Bretagne.

### XIXesiècle
- 1887 : Susanna M. Salter devient la première femme élue maire, à Argonia, Kansas.
- 1887 : Attentat du Foyot pendant l'Ère des attentats (1892-1894).

### XXesiècle
- 1912 : l’Italie s’empare de Rhodes.
- 1931 : lancement officiel de la croisière jaune, reliant Beyrouth à Pékin, et qui, pendant près d'une année, ouvre la « Route de la soie » à la circulation automobile.
- 1939 : Fayçal II devient roi d'Irak.
- 1942 : échec de l'Opération Myrmidon
- 1945 : victoire américaine à la bataille de Cassel.
- 1946 : résolution no 3 du Conseil de sécurité des Nations unies, relative à la question iranienne.
- 1949 : signature du traité de l'Atlantique nord (création de l'OTAN).
- 1950 : Attentat de l’école n° 20 de Gîsca, un enseignant de l'établissement fait exploser une bombe artisanale dans une salle de classe, 24 personnes dont l'auteur seront tuées.
- 1956 : résolution no 113 du Conseil de sécurité des Nations unies, relative à la question de la Palestine.
- 1960 : indépendance du Sénégal, et des autres États de l'Afrique noire francophone, deux ans après la Guinée.
- 1968 : assassinat de Martin Luther King
- 1976 : Khieu Samphân est nommé Premier ministre du Cambodge.
- 1979 : exécution de Zulfikar Ali Bhutto.

### XXIesiècle
- 2017 : une attaque chimique commise par l’armée arabe syrienne tue plus de 100 personnes et en blesse 400 autres à Khan Cheikhoun près de Hama.

- 2021 : 
  - en Bulgarie, les élections législatives ont lieu pour élire les 240 députés de l'Assemblée nationale. C'est le parti GERB, du Premier ministre Boïko Borissov qui arrive en tête[4] mais qui perd sa majorité[5].
  - au Kosovo, Vjosa Osmani est élue présidente du pays[6].
- 2025 : en Corée du Sud, la Cour constitutionnelle confirme la destitution du président Yoon Suk-yeol (photo) votée par l'Assemblée nationale[7].

## Arts, culture et religion
- 1460 : fondation de l'université de Bâle.
- 1791 : l'Assemblée Constituante vote la création du Panthéon.
- 1915 : le romancier et jeune soldat allemand Hans Leip écrit, à Berlin, le poème Lied eines jungen Wachtpostens, qui sera mis en musique sous le titre de Lili Marleen.
- 1948 : première du Double concertino pour clarinette et basson, avec orchestre à cordes et harpe de Richard Strauss, à Lugano.
- 1960 : le film Ben-Hur rafle onze Oscars à Hollywood.

## Sciences et techniques
- 1969 : Denton Cooley implante le premier cœur artificiel.
- 2007 : découverte de l'exoplanète Gliese 581 c.

## Économie et société
- 1777 : création de l'Inspection générale des carrières de Paris.
- 1820 : fondation de l'association amicale des anciens barbistes (collège Sainte-Barbe de Paris), la plus ancienne association d'anciens élèves de France[8].
- 1873 : fondation de la société cynologique The Kennel Club.
- 1906 : 24 jours après la catastrophe de Courrières, découverte d'Auguste Berton, quatorzième et dernier mineur survivant.
- 1924 : fondation des Parfums Chanel.
- 1973 : inauguration du World Trade Center à New York.
- 1974 : fin de la pire éruption de tornades d'Amérique du Nord dite du « Super Outbreak ». Les 148 tornades ont fait 330 morts et 5 484 blessés, dans treize États américains et l'extrême sud-ouest de l'Ontario au Canada.
- 1975 : création de la multinationale américaine de solutions informatiques Microsoft, par Bill Gates et Paul Allen.
- 2017 : 
  - massacre de Khan Cheikhoun ci-avant par l'armée du régime syrien assassin qui "court toujours".
  - Un nouveau billet de 50 euros est mis en circulation.
- 2023 : la Finlande rejoint l'OTAN[9].

## Naissances

### IIesiècle
- 188 : Caracalla, empereur romain de 211 à sa mort († 8 avril 217).

### XVIIesiècle
- 1614 : Henri II de Guise, aristocrate et archevêque de Reims († 2 juin 1664).
- 1688 : Joseph-Nicolas Delisle,  astronome et professeur français († 11 septembre 1768).

### XVIIIesiècle
- 1739 : Joseph Townsend, homme d’Église, médecin et géologue britannique († 9 novembre 1816).
- 1771 : Étienne Tardif de Pommeroux de Bordesoulle, militaire et homme politique français († 3 octobre 1837).
- 1772 : Nahman de Bratslav, rabbin, fondateur de la dynastie hassidique de Breslov († 16 octobre 1810).
- 1780 : Edward Hicks, peintre américain († 23 août 1849).
- 1785 : Bettina von Arnim, écrivaine allemande († 20 janvier 1859).
- 1792 : Thaddeus Stevens, homme politique américain, anti-esclavagiste († 11 août 1868).

### XIXesiècle
- 1805 : Prosper Guéranger, moine bénédictin français, refondateur de l'abbaye de Solesmes († 30 janvier 1875).
- 1819 : Auguste de Gérando, essayiste et historien français († 8 décembre 1849).
- 1821 : Linus Yale Jr., inventeur et manufacturier américain († 25 décembre 1868).
- 1823 : Carl Wilhelm Siemens, ingénieur allemand puis britannique († 18 novembre 1883).
- 1826 : Zénobe Gramme, inventeur belge († 20 janvier 1901).
- 1834 : 
  - Théodore Bahon, professeur et écrivain français († 1er juillet 1905).
  - Hélène en Bavière, duchesse en Bavière et princesse de Tour et Taxis († 16 mai 1890).
- 1842 : Édouard Lucas, mathématicien français († 3 octobre 1891).
- 1846 : Lautréamont (Isidore Lucien Ducasse dit comte de), écrivain français († 24 novembre 1870).
- 1858 : Remy de Gourmont, écrivain, journaliste et critique d'art français († 27 septembre 1915).
- 1872 : Henry Bataille, écrivain français († 2 mars 1922).
- 1875 : 
  - Samuel Southey Hinds, acteur américain († 13 octobre 1948).
  - Pierre Monteux, chef d’orchestre français († 1er juillet 1964).
- 1876 : Maurice de Vlaminck, peintre français († 11 octobre 1958).
- 1884 :
  - Saturnin Fabre, acteur français († 24 octobre 1961).
  - Isoroku Yamamoto (山本 五十六), militaire japonais († 18 avril 1943).
- 1888 : Tristam « Tris » Speaker, joueur de baseball américain († 8 décembre 1958).
- 1892 :
  - Ernesto Pastor, matador portoricain († 12 juin 1921).
  - Edith Södergran, poétesse finlandaise d’expression suédoise († 24 juin 1923).
- 1895 : Arthur Murray, professeur de danse et homme d’affaires américain († 3 mars 1991).
- 1897 : Pierre Fresnay (Pierre Laudenbach dit), acteur français († 9 janvier 1975).

### XXesiècle
- 1901 : Vladimir Tomilovsky, peintre russe († 17 juin 1991).
- 1902 :
  - Louise de Vilmorin, femme de lettres française († 26 décembre 1969).
  - Charles Goulet, chef de chœur, professeur et imprésario québécois né en Belgique († 12 mars 1976).
  - Manuel Granero, matador espagnol († 7 mai 1922).
- 1907 : 
  - Paul Gadenne, écrivain français († 1er mai 1956).
  - Friedrich Wegener, médecin militaire et pathologiste allemand († 9 juillet 1990).
- 1908 : Alfred Adam, acteur et réalisateur français († 7 mai 1982).
- 1910 : Barthélemy Boganda, homme politique franco-centrafricain († 29 mars 1959).
- 1913 :
  - Frances Langford, actrice et chanteuse américaine († 11 juillet 2005).
  - Jules Léger, homme politique et diplomate québécois, gouverneur général du Canada de 1974 à 1979 († 22 novembre 1980).
- 1914 : Marguerite Duras (Marguerite Donnadieu dite), romancière française († 3 mars 1996).
- 1915 :
  - Louis Archambault, sculpteur québécois († 27 janvier 2003).
  - Muddy Waters (McKinley Morganfield dit), guitariste et chanteur de blues américain († 30 avril 1983).
- 1916 : 
  - David White, acteur américain († 27 novembre 1990).
  - Robert Charpentier, coureur cycliste français, triple champion olympique († 29 octobre 1966).
- 1922 :
  - Elmer Bernstein, compositeur américain de musique de film († 18 août 2004).
  - Marcel Berthomé, homme politique français, élu local du département de la Gironde, maire français en activité le plus âgé jusqu'en 2020.
  - François Cloutier, psychiatre, homme politique et auteur québécois († 23 mars 2016).
  - Armand Jammot, producteur de télévision français († 19 avril 1998).
  - Louis Prévoteau, prêtre catholique français, fondateur de la « Madone des motards » († 6 février 2014).
- 1923 : 
  - Georges Coulonges, auteur et parolier français († 12 juin 2003).
  - Isabelle Legris, auteure et poète canadienne († 19 novembre 2013).
- 1924 : Gilbert Ray « Gil » Hodges, joueur et gérant de baseball professionnel américain († 2 avril 1972).
- 1925 :
  - Serge Dassault, homme d’affaires français († 28 mai 2018).
  - Claude Wagner, homme politique et juge québécois († 11 juillet 1979).
- 1926 : Alix de Foresta, épouse d'un prétendant bonapartiste au trône de France.
- 1927 : Monique Chaumette, actrice française.
- 1928 : 
  - Maya Angelou, écrivaine, poète, essayiste, scénariste et professeure américaine († 28 mai 2014).
  - Augustin Diamacoune Senghor, prêtre et homme politique sénégalais († 13 janvier 2007).
  - Monty Norman, compositeur britannique († 11 juillet 2022).
- 1929 : Micheline Roquebrune-Connery, artiste-peintre française, seconde épouse et veuve de l'acteur britannique Sean Connery.
- 1930 : Margherita de Savoie-Aoste, altesse italienne de l'ancienne famille royale italienne († 10 janvier 2022).
- 1932 :
  - Anthony Perkins, acteur et réalisateur américain († 12 septembre 1992).
  - Andreï Tarkovski (Андрей Арсеньевич Тарковский), cinéaste russe († 29 décembre 1986).
- 1933 : Victor Perahia, déporté français à Bergen-Belsen, survivant de la Shoah en témoignant auprès de générations suivantes.
- 1935 :
  - Robert Chapuis, prélat français († 8 mars 2009).
  - Trevor Griffiths, dramaturge britannique.
  - François-Bernard Mâche, compositeur français.
- 1936 : 
  - Michel Desmoulin, homme d'affaires français[10].
  - Ferenc Németh, sportif hongrois, double champion olympique du pentathlon moderne.
- 1938 :
  - Angelo Bartlett Giamatti, gestionnaire de baseball américain et commissaire du baseball majeur († 1er septembre 1989).
  - Johan van der Keuken, réalisateur néerlandais († 7 janvier 2001).
- 1939 :
  - Marianne Comolli (Marianne Scotto di Vettimo dite), écrivaine et journaliste française († 3 mars 2016).
  - Oscar Fulloné, footballeur puis entraîneur argentin († 22 mai 2017).
  - Hugh Masekela, trompettiste, chef d'orchestre et arrangeur sud-africain († 23 janvier 2018).
- 1940 : 
  - Jochen Gerz, artiste allemand.
  - Marcel Trillat, journaliste de télévision publique, réalisateur de films documentaires et auteur français  († 18 septembre 2020).
  - Jephan de Villiers, sculpteur français.
- 1942 : Michel Fourniret, criminel en série français († 10 mai 2021).
- 1944 : 
  - Craig Theodore Nelson, acteur américain.Daniel Cohn-Bendit en 2005, année d'un traité constitutionnel pour l'Union européenne qu'il promeut, voté par une majorité de citoyens européens

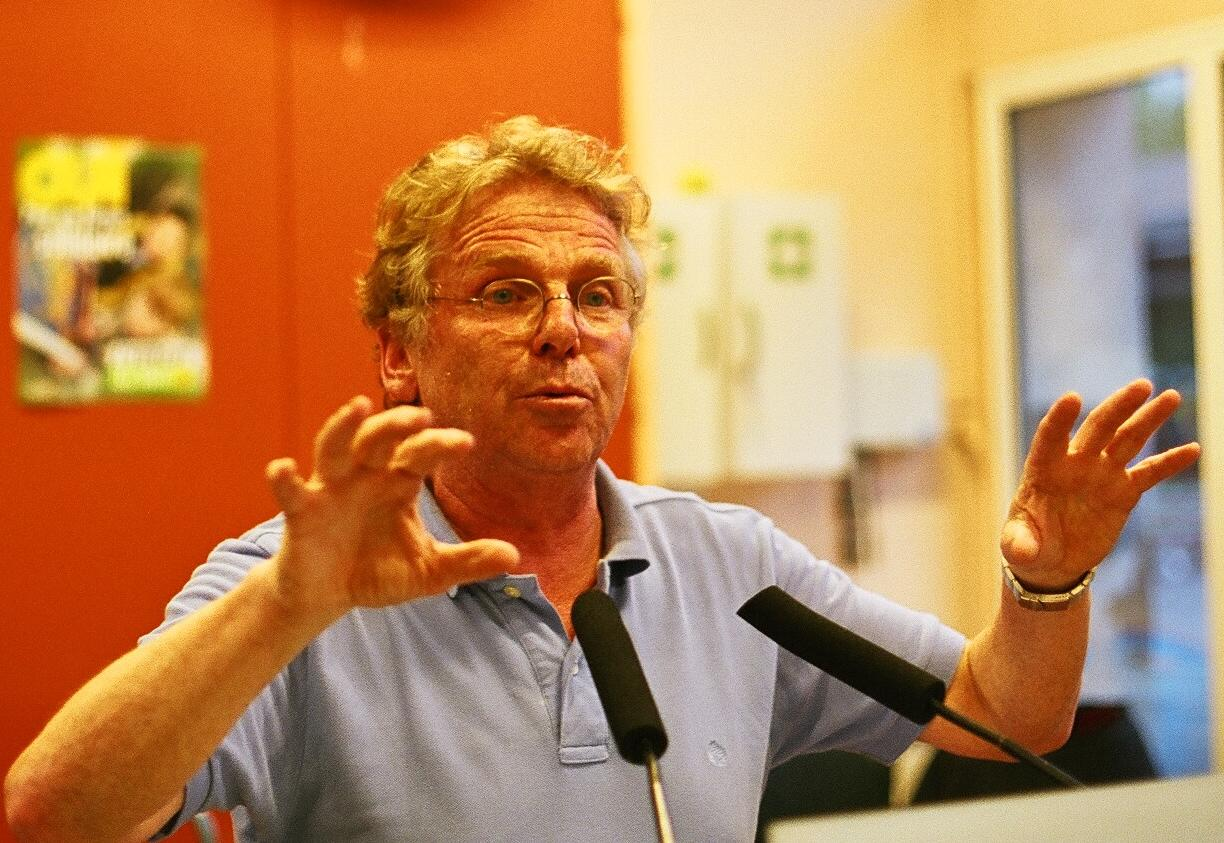
Daniel Cohn-Bendit en 2005, année d'un traité constitutionnel pour l'Union européenne qu'il promeut, voté par une majorité de citoyens européens

  - Erik Pettersson, coureur cycliste suédois.
  - Nelson Prudêncio, athlète brésilien, spécialiste du triple-saut († 23 novembre 2012).
- 1945 :
  - Daniel Cohn-Bendit, homme politique franco-allemand, co-leader étudiant à Paris en mai 1968 puis député européen écologiste, chroniqueur et débatteur de radio et de télévision.
  - Denise Desautels, écrivaine québécoise.
  - Konrad von Finckenstein (en), haut fonctionnaire et juge canadien d’origine allemande, président du CRTC de 2007 à 2012.
  - Guy Teissier, homme politique français.
- 1947 : Jacques Frantz, comédien et doubleur vocal français († 17 mars 2021).
- 1948 :
  - Berry Oakley, musicien américain du groupe The Allman Brothers Band († 11 novembre 1972).
  - David « Pick » Withers, musicien britannique du groupe Dire Straits.
- 1949 :
  - Franklin Delano Alexander « Junior » Braithwaite, chanteur jamaïcain du groupe The Wailers († 2 juin 1999).
  - Jean-Baptiste Harang, journaliste et écrivain français.
  - Bruno Mégret, homme politique français.
  - Abdullah Öcalan dit Apo (pour « oncle », en kurde), homme politique kurde et leader emprisonné du PKK opposant à l'État central turc.
- 1950 :
  - Jeanne Goupil, actrice française.
  - Christine Lahti, actrice américaine.
  - Pip Pyle, auteur-compositeur et batteur de jazz britannique († 28 août 2006).
- 1951 : Marc Lemay, avocat et homme politique canadien.
- 1952 :
  - Rosemarie Ackermann, athlète allemande, championne olympique de saut en hauteur.
  - Patrick John Joseph « Pat » Burns, entraîneur de hockey sur glace canadien († 19 novembre 2010).
  - Gary Moore, chanteur et guitariste britannique († 6 février 2011).
- 1954 : René Girard, footballeur puis entraîneur français.
- 1955 :
  - Jérôme Gallion, joueur de rugby à XV français.
  - Armin Rohde, acteur allemand.
- 1956 : David Edward Kelley, scénariste et producteur de films télévisés.
- 1957 : Aki Kaurismäki, cinéaste finlandais.
- 1958 : Bernard Campan, acteur français issu de la troupe comique des 'Inconnus.
- 1959 : 
  - Daran (Jean-Jacques Daran dit), chanteur français.
  - Shamil Sabirov, boxeur soviétique, champion olympique.
- 1961 : Naoko Matsui, seiyū japonaise.
- 1960 :
  - Andrew Lau (Lau Wai-keung / 劉偉強 dit), réalisateur et directeur de la photographie hongkongais.
  - Bohdan Makuts, gymnaste ukrainien, champion olympique.
  - Hugo Weaving, acteur australien.
- 1961 : 
  - Patrice Canayer, entraîneur de handball français.
  - Ray Mercer, boxeur américain, champion olympique et du monde.
- 1962 : Marco Giovannetti, coureur cycliste italien.
- 1963 : Dale Hawerchuk, joueur de hockey sur glace canadien.
- 1964
  - David Cross, acteur, réalisateur et producteur américain.
  - Satoshi Furukawa (古川 聡), spationaute japonais.
- 1965 : Robert Downey Jr., acteur américain.
- 1966 : Nancy McKeon, actrice américaine.
- 1968 : Laurent Leflamand, joueur de rugby à XV français
- 1969 : Franck Grognet, auteur, metteur en scène et directeur de théâtre francophone.
- 1970 : 
  - Barry Pepper, acteur canadien.
  - Yelena Yelesina, athlète russe, championne olympique du saut en hauteur.
- 1971 : Yanic Perreault, joueur de hockey sur glace québécois.
- 1972 : Lisa Ray, actrice canadienne.
- 1973 : Loris Capirossi, pilote de moto italien.
- 1974 :
  - Greg Francis, joueur et entraîneur canadien de basket-ball.
  - Bárbara Franco, nageuse espagnole.
  - Driss el-Himer, athlète franco-marocain.
  - Vassiliy Jirov, boxeur kazakh, champion olympique.
  - Samira Raïf, athlète marocaine.
- 1975 : Scott Rolen, joueur de baseball américain.
- 1976 : 
  - James Roday, acteur américain.
  - Jang Yong-ho, archer sud-coréen, double champion olympique.
- 1977 : Shauna Rohbock, pilote de bobsleigh américaine.
- 1978 : 
  - Lemar (Lemar Obika dit), chanteur britannique.
  - Marcel Nkueni, footballeur congolais.
- 1979 :
  - Heathcliff Andrew « Heath » Ledger, acteur australien († 22 janvier 2008).
  - Roberto Luongo, joueur de hockey sur glace italo-québécois.
  - Natasha Lyonne, actrice américaine.
- 1980 : Bekzat Sattarkhanov, boxeur kazakh, champion olympique († 31 décembre 2000).
- 1982 : 
  - Jéssica Cediel, mannequin, journaliste et animatrice de télévision colombienne.
  - Anne-Sophie Girard, comédienne, humoriste, dramaturge et auteure française.
- 1983 : 
  - Benjamin « Ben » Gordon, basketteur américano-britannique.
  - Iqbal Masih, garçon pakistanais, figure de la lutte contre l'esclavage moderne († 16 avril 1995)
- 1984 : 
  - Sean May, basketteur américain.
  - David Marsais comédien, humoriste, scénariste et producteur artistique français.
- 1985 : 
  - Benjamin Verrechia comédien, humoriste et vidéaste web français
- 1986 : Kyle Landry, basketteur canadien.
- 1987 :
  - Odrisamer Despaigne, joueur de baseball cubain.
  - Sarah Gadon,  actrice canadienne.
  - Sami Khedira, footballeur allemand.
  - Clément Praud, joueur de rugby français.
- 1990 : Ahmad Joudeh, danseur néerlandais.
- 1991 :
  - Jack Cooley, basketteur américain.
  - Jamie Lynn Spears, actrice et chanteuse américaine.
- 1992 : Pape "Abdou" Badji, basketteur sénégalais.
- 1994 : Julie Belhamri, pentathlonienne française.
- 1996 : Austin Mahone, chanteur américain.
- 1997 : Victor Leksell, chanteur suédois.
- 1999 : Mentissa Aziza, auteure-compositrice-interprète

### XXIesiècle
- 2001 : Anzor Alem, acteur et musicien congolais

## Décès

### IVesiècle
- 397 : Ambroise de Milan, évêque romain de Milan de 374 à sa mort (° vers 339 / 340).

### VIIesiècle
- 636 : Isidore de Séville, prélat et historien wisigoth (° vers 570).

### IXesiècle
- 896 : Formose, 111e pape de 891 à 896 (° vers 816).Alphonse X de Castille

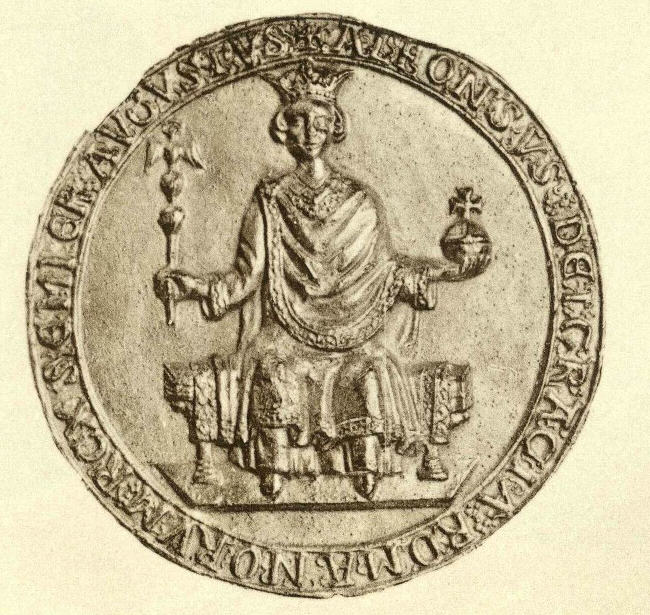
Alphonse X de Castille

### XIIIesiècle
- 1284 : Alphonse X, roi de Castille de 1252 à 1284 (° 23 novembre 1221).
- 1292 : Nicolas IV (Girolamo Masci dit), 191e pape de 1288 à 1292 (° 30 septembre 1227).

### XVesiècle
- 1444 : Regnault de Chartres, prélat français (°C. 1380).

### XVIesiècle
- 1588 : Frédéric II, roi de Danemark de 1559 à 1588 (° 1er juillet 1534).John Napier en 1616

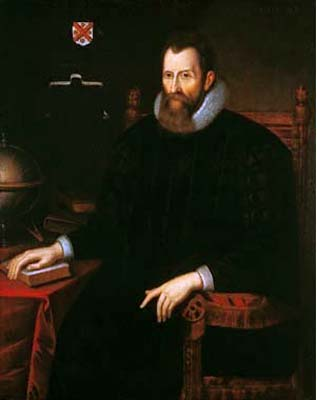
John Napier en 1616

### XVIIesiècle
- 1609 : Charles de L'Écluse, botaniste flamand (° 19 février 1526).
- 1617 : John Napier, mathématicien et théologien écossais (° 1550).
- 1643 : Simon Bischop, théologien hollandais (° 8 janvier 1583).

### XVIIIesiècle
- 1701 : 
  - Guillaume Couture, colon de la Nouvelle-France (° 1618).
  - Joseph Haines, comédien, chanteur, danseur et dramaturge britannique (° inconnue).
- 1774 : Oliver Goldsmith, physicien et écrivain irlandais (° v. 1730).
- 1784 : Carl Gustaf Ekeberg, navigateur et cartographe suédois (° 10 juin 1716).

### XIXesiècle
- 1807 : Joseph Jérôme Lefrançois de Lalande, astronome français (° 11 juillet 1732).
- 1817 : André Masséna, militaire français, maréchal d'Empire (° 6 mai 1758).
- 1841 : William Henry Harrison, militaire et homme politique américain, 9e président des États-Unis en 1841 (° 9 février 1773).
- 1851 :
  - « Barragán » (Isidro Santiago Llano dit), matador espagnol (° 18 février 1811).
  - « Paquiro » (Francisco Montes Reina dit), matador espagnol (° 13 janvier 1805).
- 1870 : Heinrich Gustav Magnus, physicien allemand (° 2 mai 1802).
- 1874 : Charles Ernest Beulé, archéologue et homme politique français (° 29 juin 1826).
- 1886 :
  - Evgueni Lanceray, sculpteur russe (° 24 août 1848).
  - Alexandre Lecamus, homme politique français (° 4 avril 1807).
- 1890 : Pierre-Joseph-Olivier Chauveau, homme politique québécois (° 30 mai 1820).
- 1893 : Alphonse Pyrame de Candolle, botaniste suisse (° 28 octobre 1806).

### XXesiècle
- 1919 : 
  - William Crookes, inventeur britannique (° 17 juin 1832).
  - Francisco Marto, voyant de Fatima et saint portugais (° 11 juin 1908).
- 1923 : John Venn, mathématicien et logicien britannique (° 4 août 1834).
- 1926 : August Thyssen, industriel allemand (° 17 mai 1842).
- 1929 : Carl Benz, industriel allemand (° 25 novembre 1844).
- 1931 : André Michelin, ingénieur et industriel français (° 16 janvier 1853).
- 1932 : Wilhelm Ostwald, chimiste allemand, prix Nobel de chimie 1909 (° 2 septembre 1853).
- 1944 : Morris H. Whitehouse, architecte américain (° 21 mars 1878).
- 1951 : Georges Mathot, footballeur belge (° 26 février 1886).
- 1953 : Charles II, roi de Roumanie de 1930 à 1940 (° 15 octobre 1893).Martin Luther King en 1964
- 1968 : 

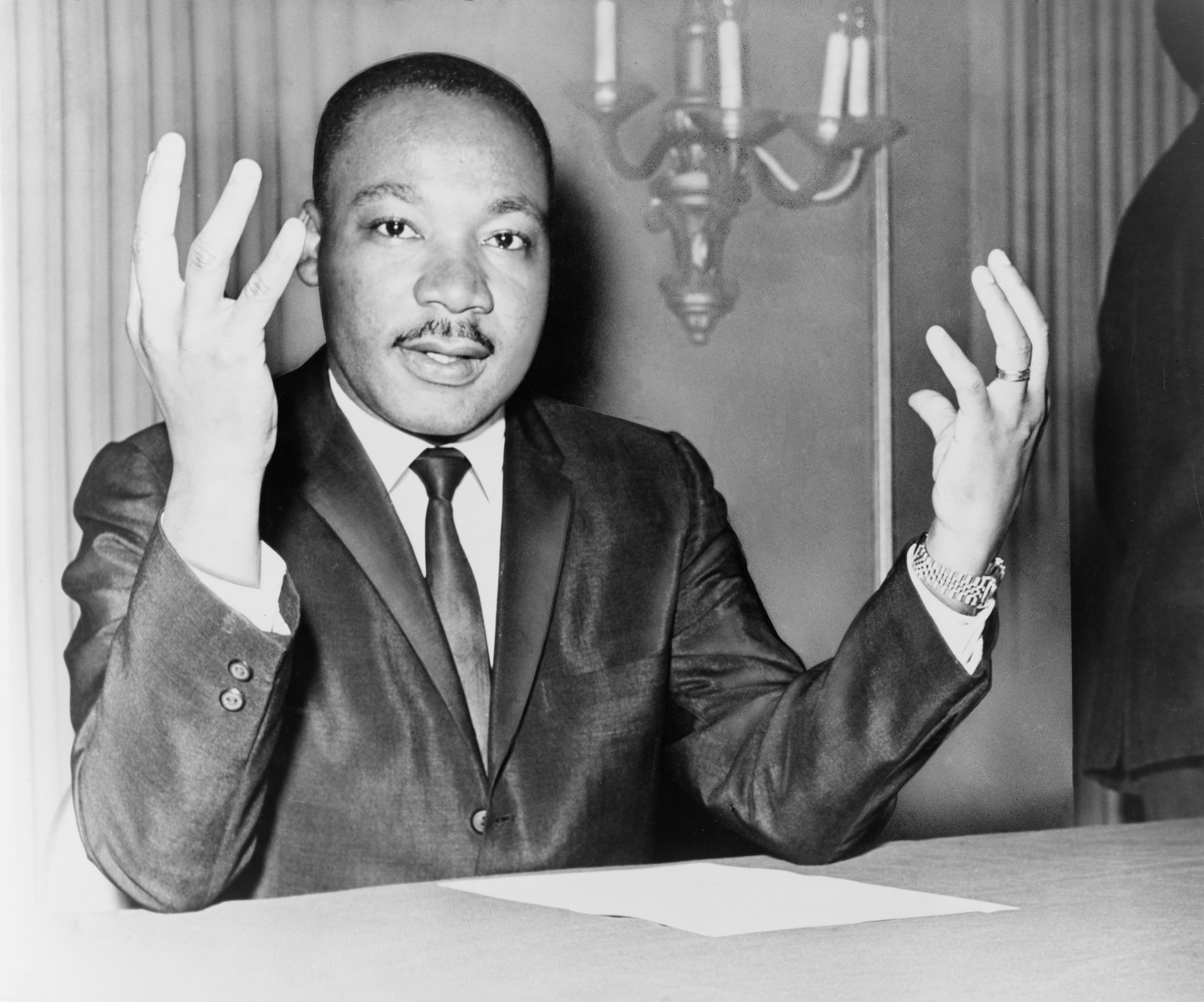
Martin Luther King en 1964

  - Jérôme Besnard, prêtre et résistant français (° 30 septembre 1900).
  - Martin Luther King, pasteur et homme politique américain, prix Nobel de la paix en 1964 (° 15 janvier 1929).
- 1976 : Harry Nyquist, physicien américain (° 7 février 1889).
- 1979 : 
  - Zulfikar Ali Bhutto (ذوالفقار علی بھٹو), homme politique pakistanais, président de la République islamique du Pakistan de 1971 à 1973 et Premier ministre du Pakistan de 1973 à 1977 (° 5 janvier 1928).
  - William Edgar Buchanan, acteur américain (° 20 mars 1903).
- 1980 : Woodrow Wilson « Red » Sovine (en), chanteur de musique country américain (° 17 juillet 1918).
- 1983 : Gloria Swanson, actrice américaine (° 27 mars 1899).
- 1984 : Oleg Antonov (Олег Константинович Антонов), ingénieur aéronautique russe (° 7 février 1906).
- 1987 : 
  - Catherine Lucille Moore, romancière américaine (° 24 janvier 1911).
  - Chögyam Trungpa Rinpoché, maître spirituel reconnu au sein de sa tradition comme une 11e réincarnation dans une lignée du bouddhisme tibétain (° 5 mars 1939).
- 1990 : Mark Fradkine, compositeur soviétique (° 21 avril 1914).
- 1991 : 
  - Max Frisch, écrivain et architecte suisse (° 15 janvier 1911).
  - Louiguy (Louis Guillaume Guglielmi dit), compositeur musical français d'origine italienne (° 3 avril 1916).
- 1992 : Yvette Brind'Amour, actrice québécoise (° 30 novembre 1918).
- 1993 : Alfred Mosher Butts, architecte américain, l’inventeur du Scrabble (° 13 avril 1899).
- 1999 : 
  - Faith Domergue, actrice américaine (° 16 juin 1924).
  - Early Wynn, joueur de baseball américain (° 6 janvier 1920).

### XXIesiècle
- 2001 : Maury Van Vliet (en), professeur d'éducation physique canadien d'origine américaine (° 3 août 1913).
- 2005 : 
  - Edward Bronfman (en), homme d’affaires et philanthrope canadien (° 1er novembre 1927).
  - Jacques Chauviré, écrivain français (° 1915).
  - Blanchette Brunoy, actrice française (° 5 octobre 1915).
- 2007 : Robert « Bob » Clark, réalisateur et scénariste américain (° 5 août 1941).
- 2011 : Scott Columbus, batteur du groupe de heavy metal Manowar (° 10 novembre 1956).
- 2012 : Claude Miller (Claude Miler dit), réalisateur de cinéma français (° 20 février 1942).
- 2013 : Jean Cousineau, violoniste, pédagogue et compositeur québécois (° 6 novembre 1937).
- 2017 : Giovanni Sartori, politologue italien (° 13 mai 1924).
- 2019 : Maurice Lemire, historien canadien (° 21 septembre 1927).
- 2020 :
  - Luis Eduardo Aute, musicien et auteur-compositeur-interprète espagnol (° 13 septembre 1943).
  - Philippe Bodson, homme d'affaires et politique belge (° 2 novembre 1944).
  - Rafael Leonardo Callejas, homme d'État hondurien (° 14 novembre 1943).
  - Tom Dempsey, joueur américain de football américain (° 12 janvier 1947).
  - Xavier Dor, embryologiste français (° 30 janvier 1929).
  - Leïla Menchari, décoratrice, créatrice et féministe tunisienne (° 1927).
  - Marcel Moreau, écrivain belge (° 16 avril 1933).
  - Pertti Paasio, homme politique finlandais (° 2 avril 1939).
  - Pingru Rao, auteur bandes dessinées chinois (° 1922).
  - Julio Silva, peintre et sculpteur franco-argentin (° 1930).
  - Ezio Vendrame, footballeur puis entraîneur et ensuite écrivain italien (° 27 novembre 1947).
- 2021 :
  - Jens-Peter Bonde, homme politique danois  (° 27 mars 1948).
  - Thomas D. Brock, microbiologiste, biographe et bactériologiste américain (° 10 septembre 1926).
  - Christian Debias, pilote automobile français (° 10 octobre 1946).
  - Jean Dupuy, artiste français (° 22 novembre 1925).
  - Cheryl Gillan, femme politique britannique (° 21 avril 1952).
  - Francisco Haghenbeck, écrivain et scénariste de bande-dessinées mexicain (° ? 1965).
  - Sugako Hashida, essayiste et écrivaine japonaise (° 10 mai 1925).
  - Kim In, joueur de go sud-coréen (° 23 novembre 1943).
  - Füzuli Javadov, footballeur azerbaïdjanais (° 20 décembre 1950).
  - Henri Lemay, administrateur et homme politique canadien (° 22 août 1939).
  - Piero Molducci, entraîneur de volley-ball italien (° 27 septembre 1955).
  - Robert Mundell, économiste canadien (° 24 octobre 1932).
  - Shashikala, actrice indienne (° 4 août 1932).
  - Roland Thöni, skieur alpin italien (° 17 janvier 1951).
- 2022 :
  - Donald Baechler, artiste américain (° 22 novembre 1956).
  - Diango Cissoko, homme d'État malien (° ? 1948).
  - Friedrich-Wilhelm Kiel, homme politique allemand (° 17 mai 1934).
  - Kathy Lamkin, actrice américaine (° 10 décembre 1947).
  - John McNally, boxeur irlandais (° 3 novembre 1932).
  - Petar Skansi, entraîneur de basket-ball croate (° 23 novembre 1943).
  - Jerry Uelsmann, photographe américain (° 11 juin 1934).
- 2024 :
  - Lynne Reid Banks, auteure britannique (° 31 juillet 1929).
  - Iona Campagnolo, femme politique canadienne (° 18 octobre 1932).
  - Zsuzsa Ferge, sociologue hongroise (° 25 avril 1931).
  - Thomas Gumbleton, ecclésiastique catholique américain (° 26 janvier 1930).
  - Bruce Kessler, pilote automobile et réalisateur de télévision américain (° 23 mars 1936).
  - R. F. Lucchetti, écrivain brésilien (° 29 janvier 1930).
  - Abou Maria al-Qahtani, djihadiste irakien (° 1er juin 1976).
- 2025 :
  - Amadou Bagayoko, chanteur malien (° 24 octobre 1954).
  - Manoj Kumar, acteur et réalisateur indien (° 24 juillet 1937).
  - Edgar Yves Monnou, avocat, homme politique et diplomate béninois (° 9 février 1953).
  - Friðrik Ólafsson, grand maître international d'échecs islandais (° 26 janvier 1935).
  - Peter Turang, évêque indonésien (° 23 février 1947).

## Célébrations

### Internationale
- Journée internationale pour la sensibilisation au problème des mines et l’assistance à la lutte antimines[11],[12], lancée par les Nations unies en 2005.
- Rassemblement annuel des fumeurs de cannabis et jour symbolique de la Contre-culture[13],[14],[15].

### Nationales
- Hong Kong et Taïwan : children's day[16],[17] / « fête des enfants ».
- Sénégal : fête nationale commémorant l'indépendance politique vis-à-vis de la France obtenue en 1960.

### Religieuses
- Fêtes religieuses romaines voire grecques antiques : début du festival des jeux de(s) Megalesia (en traditions ci-après).
- Judaïsme : date possible en diaspora, de fin de la semaine de fête des Azymes / Pessah (Pâque juive), comme en 2021.
- Bahaïsme : quinzième jour du mois de la splendeur, bahá' / بهاء, dans le calendrier badīʿ.

### Saints des Églises chrétiennes

#### Saints des Églises catholiques et orthodoxes
Saints des Églises catholiques et orthodoxes :
- Agathopode († 303), diacre et Théodore, lecteur, martyrs à Thessalonique.
- Éphrem Ier de Jérusalem († IIe siècle), 12e évêque de Jérusalem et martyr.
- Georges de Maleon († VIe siècle), ermite.
- Guier de Liskeard († IXe siècle), ermite en Cornouailles.
- Isidore de Séville († 636), 26e évêque de Séville, docteur de l'Église.
- Pherboutha et Mekadostha († VIe siècle), martyres.
- Platon de Sakkoudion († 814), moine au monastère du Stoudion.
- Tigernach de Clogher († v. 550), évêque.
- Zosime (Ve siècle), confesseur de sainte Marie l'Égyptienne.

#### Saints et bienheureux des Églises catholiques
Saints et bienheureux des Églises catholiques :
- Alèthe († 1105), bienheureuse fille du comte de Montbard et mère de saint Bernard de Clairvaux.
- Benoît le Maure († 1589), descendant d'esclaves d'Afrique noire, franciscain à Palerme.
- François Marto († 1919), un des enfants voyants de l'apparition de Notre-Dame de Fátima.
- Gaétan Catanoso († 1963), prêtre italien fondateur des sœurs véroniques de la sainte Face.
- Guillaume Buccheri (it) († 1404), bienheureux ermite italien à Scicli.
- Joseph-Benoît Dusmet († 1894), bienheureux religieux bénédictin, cardinal, archevêque de Catane.
- Mario Ciceri († 1945), bienheureux prêtre italien.
- Nicolas de Montecorpino († 1358) et François de Labour, bienheureux franciscains martyrs au Caire.
- Pierre II de Poitiers († 1115), évêque de Poitiers.

#### Saints orthodoxes du jour(aux dates parfois"juliennes"/ orientales)
Outre les saints œcuméniques voire pré-schismatiques ci-avant...
- Théonas de Thessalonique († 1541), métropolite.

### Prénoms du jour
Bonne fête aux Isidore et ses formes féminines : Isadora, Isidora (les Dora relevant davantage des Théodora ; et la veille des Irène etc. des 5 avril).
Et aussi aux :
- Alèthe et ses variantes : Aleth, Alette, etc.
- Aux Goneri et ses variantes peut-être moins bretonnes : Gonéry, etc.
- Aux Platon.

## Traditions et superstitions
Le festival des (jeux de) Megalesia(e) (du grec μϵγάληϑϵός / mégálêtheós, « grande déesse », un autre nom de Cybèle) se déroulait entre le présent 4' et le 10 avril / aprilis suivant : dans un vacarme assourdissant de cymbales et tambours, la statue de la déesse était portée en procession dans Rome tandis que se déroulaient des jeux et qu'étaient suspendues les activités du forum, à ces occasions.

### Dictons
- « À la saint-Isidore, si le soleil dore, le blé sera haut et chenu, mais le pommier sera nu. »[20]
- « Si les quatre premiers jours d’avril sont venteux, il y en aura pour quarante jours. »[21]

### Astrologie
- Signe du zodiaque : 15e jour du signe astrologique du Bélier.

## Toponymie
Les noms de plusieurs voies, places, sites ou édifices de pays ou de régions francophones contiennent cette  date sous diverses graphies : voir Quatre-Avril .